# Вукипедия
Вукипедия, энциклопедия о «Звёздных войнах» (англ. Wookieepedia, the Star Wars Wiki) — онлайн-энциклопедия о вымышленной вселенной Звёздных войн, включает сведения о фильмах и расширенной вселенной «Звёздных войн», однако не все сведения ресурса могут считаться каноническими в отношении оригинальной Саги, в силу свободной редакции статей. Название Вукипедии — это языковая комбинация от Вуки и Википедия.

## История

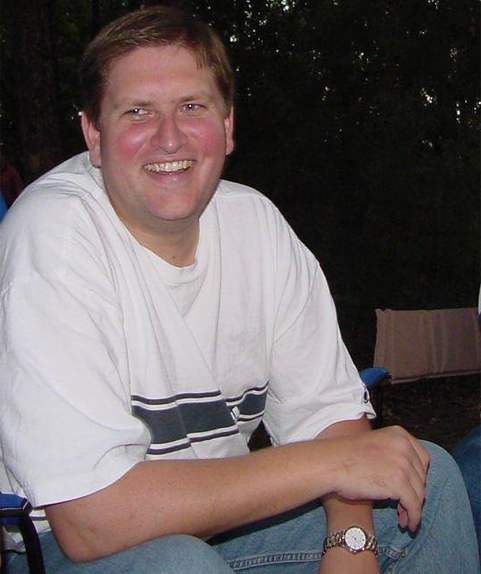
Чэд Барбри

Размещённая на Fandom, Вукипедия была открыта Чэдом Барбри и Стивеном Гринвудом в пятницу 4 марта 2005 года.
Первые редакторы пришли главным образом из Википедии, так как были расстроены из-за удаления содержимого статей, не удовлетворяющих критериям значимости и в результате обсуждений их удаления. Большинство первых статей были напрямую скопированы из Википедии в рамках GNU Free Documentation License, некоторые статьи сейчас считаются слишком незначительными для Википедии (например Order D6-66), и их уже нет в готовом виде.
Дополнительно были «вукифицированы» некоторые части статей (например, были удалены указания на принадлежность персонажа к вселенной звёздных войн, убраны из заголовков уточнения вроде «(Star Wars)» из-за отсутствия неоднозначности). Тем не менее, есть статьи, которые описывают реальных актёров, реальные компании и различные культурные явления, связанные со «Звёздными войнами». Со времени создания многое было изменено, появилось руководство по стилю.
Вукипедия была признана самой посещаемой вики апреля 2007 года. 28 ноября 2005 года Вукипедия выбрана Sci Fi Channel сайтом недели.
Крупнейшие разделы на 2022 год: английский (145 тысяч статей, один из крупнейших проектов Фэндома, наряду с Memory Alpha и Uncyclopedia), немецкий (41 тысяча статей), русский (38 тысяч статей) и испанский (28 тысяч статей).
Всего же в проекте во всех языковых разделах на март 2022 года содержалось более 380 тысяч статей.

## Хронология развития английского раздела
- 2005 год
  - август — начата 10-тысячная статья.
- 2007
  - август — начата 50-тысячная статья.
- 2012
  - К 4 января загружено более 48 000 изображений.
- 2013
  - 13 января — начата 100-тысячная статья.
- 2014
  - 4 января — число статей — 108 330, загружено 60-тысячное изображение, количество правок — 4 717 000, зарегистрированных участников — около 10 950[2], число активных пользователей за последний месяц — около 540.

## На русском языке
Вукипедия на русском языке была создана 12 мая 2006 года участником Alex Jade. На 15 мая 2010 года содержала около 2500 статей и занимала 6-е место по численности статей среди аналогичных проектов (здесь и далее — не считая близких проектов Jedipedia.net и Biblioteka Ossus). На 22 октября 2011 года содержала 3890 статей (9-е место). На 10 апреля 2012 — 4720 статей (6-е место). На 22 ноября 2013 года насчитывается 7557 статей (6-е место). 16 декабря 2016 года насчитывает 14 910 статей (4-е место). На 12 февраля 2019 года насчитывает уже 26 335 статей.
8 января 2023 года из англоязычной Вукипедии были удалены все межъязыковые ссылки, ведущие на русскую Вукипедию. Хотя российская вики утверждала, что удаление произошло из-за отмены противоречивых правок пользователя в статьях о небинарных персонажах, которые позже стали администратором англоязычной Вукипедии в октябре 2022 года, английская вики заявила, что ссылки были удалены из-за контента, пропагандирующего ненависть к ЛГБТКИА+ в русской вики.